# نیمه‌شب (فیلم ۲۰۲۵)
نیمه‌شب (انگلیسی: Midnight) یک فیلم اکشن و دلهره‌آور آمریکایی آماده اکران به کارگردانی جاشوا اوتیس میلر (در اولین کارگردانی خود) و نویسندگی لامونت مگی و جف برد است. بازیگرانی چون الکساندرا شیپ، رزاریو داوسون، میلا یوویچ و رایان گوزمن در این فیلم به ایفای نقش پرداخته‌اند.

## خلاصه داستان
فیلم زن نابینایی را دنبال می‌کند که توسط مجرمان بین‌المللی شکار می‌شود و به دنبال بسته‌ای می‌گردند که معتقدند خواهر مامور فدرالش به او داده است.

## ساخت
فیلمبرداری اصلی در اوت ۲۰۲۴ در کنتیکت به پایان رسید.